# U 156 (U-Boot, 1917)
U 156 war ein deutscher U-Kreuzer der Kaiserlichen Marine, der im Ersten Weltkrieg im Nordatlantik und in nordamerikanischen Gewässern operierte. Er ging vermutlich am 25. September 1918 in der Nordsee-Minensperre vor der schottischen Küste verloren und ist seitdem verschollen.

## Einsätze

### Nachrichtendienstliche Operation vor den Kanarischen Inseln
Im Dezember 1917 wurde U 156 zusammen mit U 157 zu den Kanarischen Inseln entsandt. Offenbar unter Beteiligung der Nachrichten-Abteilung des Admiralstabs war geplant, aus dem neutralen Spanien eine Schiffsladung Wolframerz nach Deutschland einzuführen. Das Erz wurde auf der spanischen Brigantine Erri Berro in Begleitung eines deutschen Agenten transportiert und sollte vor der Insel El Hierro auf die beiden U-Boote umgeladen werden.
Durch das Abhören des deutschen Funkverkehrs durch eine Abteilung des britischen Marinenachrichtendienstes (Room 40) war die Royal Navy über das Unternehmen informiert. Britische Agenten in Spanien beschatteten die Erri Berro, die nach dem Auslaufen aus spanischen Gewässern von dem Hilfskreuzer Duke of Clarence abgefangen und ins Schlepp genommen wurde. Bevor das Schiff gekapert wurde, gelang es jedoch dem deutschen Agenten an Bord, die Bodenventile zu öffnen, sodass die Erri Berro beim Abschleppen nach Plymouth voll Wasser lief und schließlich durch Beschuss versenkt werden musste.
Inzwischen war das britische U-Boot E48 zum Treffpunkt der deutschen U-Boote mit der Erri Berro bei El Hierro entsandt worden, um die deutschen Boote dort zu vernichten. E48 schoss drei Torpedos auf U 156 ab, von denen einer das Boot mittschiffs traf, jedoch nicht explodierte. U 156 gelang die Flucht. Dabei wurden zwei Besatzungsmitglieder beim Schnelltauchen von Deck gespült, denen es jedoch gelang, die Küste zu erreichen.

### Operationen in nordamerikanischen Gewässern
Am 15. Juni 1918 lief das Boot nach Nordamerika aus. Vor New York wurde eine Minensperre gelegt; auf eine dieser Minen lief am 19. Juli der Kreuzer San Diego auf und sank innerhalb einer halben Stunde, wobei sechs Besatzungsangehörige ums Leben kamen.
Am 21. Juli 1918 erschien U 156 vor dem kleinen Küstenort Orleans auf der Halbinsel Cape Cod und beschoss dort einen Schlepper mit vier Frachtkähnen. Dieser Vorgang ging als Angriff auf Orleans in die amerikanische Marinegeschichte ein.
Anschließend versenkte das Boot unter dem Kommandanten Richard Feldt im Golf von Maine diverse Fischdampfer.
Am 20. August 1918 brachte U 156 südwestlich von Cap Canso (Kap-Breton-Insel) vor der kanadischen Ostküste den kanadischen Trawler Triumph auf und rüstete ihn als Hilfskreuzer aus. Die Triumph operierte als Falle für britische und kanadische Fischdampfer und versenkte innerhalb von fünf Tagen acht derartige Schiffe, ehe sie am 25. August 1918 durch ihre Prisenbesatzung selbstversenkt wurde.

### Verlust
Über das Ende von U 156 sind keine Einzelheiten bekannt. Es lief möglicherweise am 25. September 1918 beim Versuch, nach Deutschland zurückzukehren, vor der schottischen Küste in der North Sea Mine Barrage auf eine britische Mine. Alle 77 Besatzungsmitglieder gelten als verschollen. Nach britischer Darstellung fand der letzte Funkkontakt zwischen U 156 und deutschen Marinedienststellen am 24. September statt.

## Kommandanten
- Bis zum 31. Dezember 1917: Konrad Gansser
- Ab dem 1. Januar 1918: Richard Feldt